# Calvão (Chaves)
Calvão era una freguesia portuguesa del municipio de Chaves, distrito de Vila Real.

## Localización
Situada en la zona noroccidental del municipio, a unos 11 km de la ciudad de Chaves, Calvão era una freguesia de acusado carácter rural. 

## Historia
Fue suprimida el 28 de enero de 2013, en aplicación de una resolución de la Asamblea de la República portuguesa promulgada el 16 de enero de 2013 al unirse con la freguesia de Soutelinho da Raia, formando la nueva freguesia de Calvão e Soutelinho da Raia.

## Organización territorial
Estaba formado por dos núcleos de población: Calvão y Castelões. 

## Patrimonio
En su patrimonio destacaba el crucero de Castelőes, monumento granítico de grandes dimensiones, erigido en 1879, que se asemeja a los cruceros gallegos por tener esculpidas imágenes en ambas caras de la cruz, en este caso el Crucificado y Nuestra Señora de los Afligidos.